# Maxmilián Gundakar z Trauttmansdorffu
Hrabě Maxmilián Gundakar z Trauttmansdorffu (německy Maximilian Gundakar von Trauttmansdorff, 12. února 1718 – 9. dubna 1764) byl rakouský šlechtic z hraběcího rodu Trauttmansdorffů.

## Život

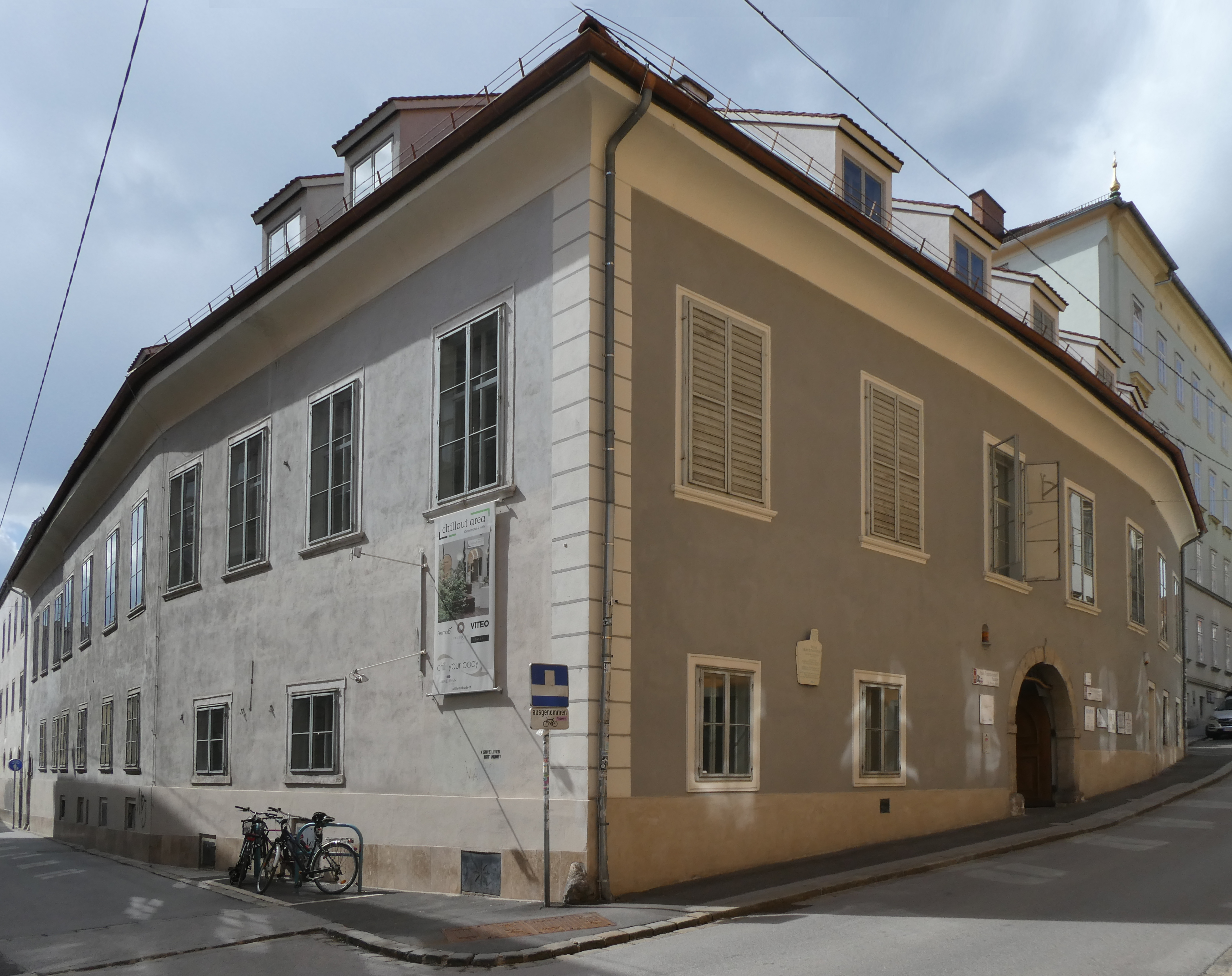
Trauttmansdorffský palác ve Štýrském Hradci

Narodil se jako syn hraběte Arnošta Zikmunda z Trauttmansdorffu (1694–1762) a jeho manželky Marie Anny (Antonie) ze Starhembergu (1695–1768), dcery hraběte Gundakara Tomáše ze Starhembergu (1663–1745) a jeho první manželky hraběnky Marie Beatrix Františky z Daunu (1665–1701).

### Manželství a potomstvo
Maxmilián Gundakar se dne 3. února 1743 oženil s hraběnkou Marií Rozálií ze Saurau (28. února 1726 – 27. července 1733). Z tohoto manželství se narodily dvě dcery a jeden syn:  
- Aloisie (* 1751), klášterní paní v Innsbrucku
- Weickhard Konrad (26. listopadu 1754 – 1828), ženatý s hraběnkou Antonií Zzluhou de Iclat
- Marie Rozálie (* 31. prosince 1759), provdaná za svobodného pána Jana Baptistu z Bassand-Voyot